# Club Xuventude Baloncesto
El Club Xuventude Baloncesto, también conocido como Xuven Cambados, es un equipo de baloncesto español con sede en la ciudad de Cambados (Pontevedra), que compite en la 2a División Autonómica (F.G.B), de la Federación  Galega de Baloncesto. Disputa sus partidos en el Pabellón O Pombal, con capacidad para 800 espectadores.

## Denominaciones
- Conservas Olímpico Cambados 1986-1988
- Albariño Pazo Bayón: 1988-1989
- Xuven Cambados: 1989-1991
- Condes de Albarei: 1991-1993
- Xuven Cambados: 1993-1999
- Centrotiendas Cambados: 1999-2000
- Establecimientos Otero: 2000-2013
- Conservas de Cambados: 2013-2014
- Xuven Cambados: 2014-2016
- Cambados Cidade Europea do Viño 2017: 2017-2018
- Xuven Cambados: 2018-2025

## Trayectoria del Xuventude Cambados
| 1985–86 | 5 | 2ª Provincial           | ?  | –                                         | ?             | –          | – | – |  |
| 1986–87 | 4 | 1ª Provincial           | ?  | –                                         | ?             | –          | – | – |  |
| 1987–88 | 4 | 1ª Provincial           | ?  | –                                         | ?             | –          | – | – |  |
| 1988–89 | 4 | 1ª Autonómica           | 7  | –                                         | (16-14)       | –          | – | – |  |
| 1989–90 | 4 | 1ª Autonómica           | 9  | –                                         | (11-15)       | –          | – | – |  |
| 1990–91 | 4 | 1ª Autonómica           | 5  | Ascenso                                   | (14-12)       | –          | – | – |  |
| 1991–92 | 3 | 2 División              | 11 | Grupo de descenso                         | (3/11)-(7/7)  | –          | – | – |  |
| 1992–93 | 3 | 2 División              | 11 | Grupo de descenso                         | (4/10)-(8/6)  | –          | – | – |  |
| 1993–94 | 3 | 2 División              | 11 | Grupo de descenso                         | (6/8)-(10-/4) | –          | – | – |  |
| 1994–95 | 3 | 2 División              | 10 | Grupo de descenso                         | (2/12)-(10-4) | –          | – | – |  |
| 1995–96 | 3 | 2 División              | 14 | Grupo de descenso                         | (3/11)-(7/7)  | –          | – | – |  |
| 1996–97 | 4 | 2 División              | 6  | Grupo de ascenso                          | (8/6)-(6/8)   | –          | – | – |  |
| 1997–98 | 4 | 2ª División             | 8  | Grupo de ascenso                          | (8/6)-(2/12)  | –          | – | – |  |
| 1998–99 | 4 | 2ª División             | 1  | Grupo de ascenso((Fase de ascenso)        | (10/4)-(9/5)  | (1v-2d) 3º | – | – |  |
| 1999–00 | 4 | 1ª División             | 1  | Grupo de ascenso((Fase de ascenso)Ascenso | (12/2)-(12/2) | (2v-1d) 2º | – | – |  |
| 2000–01 | 4 | EBA                     | 13 | –                                         | 12-18         | –          | – | – |  |
| 2001–02 | 4 | EBA                     | 12 | –                                         | 14-20         | –          | – | – |  |
| 2002–03 | 4 | EBA                     | 9  | –                                         | 12-18         | –          | – | – |  |
| 2003–04 | 4 | EBA                     | 14 | –Descenso                                 | 8-22          | –          | – | – |  |
| 2004–05 | 5 | 1ª División             | 9  | Grupo de descenso                         | (7/7)-(11/3)  | –          | – | – |  |
| 2005–06 | 5 | 1ª División             | 11 | Grupo de descenso                         | (8/6)-(8/6)   | –          | – | – |  |
| 2006–07 | 5 | 1ª División             | 5  | Grupo de ascenso                          | (10/4)-(7/7)  | –          | – | – |  |
| 2007–08 | 6 | 1ª División             | 2  | Grupo de ascenso(Fase de ascenso)         | 24-6          | (2v-1d) 2º | – | – |  |
| 2008–09 | 6 | 1ª División             | 6  | –                                         | 20-10         | –          | – | – |  |
| 2009–10 | 4 | EBA                     | 12 | –                                         | 11-15         | –          | – | – |  |
| 2010–11 | 4 | EBA                     | 8  | –                                         | 11-9          | 0-1-1      | – | – |  |
| 2011–12 | 4 | EBA                     | 1  | Subcampeón(5º)                            | 18-2          | 4-1-1      | – | – |  |
| 2012–13 | 4 | EBA                     | 1  | Ascenso(Campeón)                          | 18-2          | 3-0        | – | – |  |
| 2013–14 | 3 | LEB Plata               | 12 | –                                         | 8-16          | –          | – | – |  |
| 2014–15 | 3 | LEB Plata               | 7  | Play-offs(cuartos de final)               | 16-12         | 0-2        | – | – |  |
| 2015–16 | 3 | LEB Plata               | 11 | –                                         | 10-16         |            | – | – |  |
| 2016–17 | 3 | LEB Plata               | 2  | Play-offs(cuartos de final)               | 21-9          | 1-3        | – | – |  |
| 2017–18 | 3 | LEB Plata               | 13 | Descenso                                  | 11-19         |            | – | – |  |
| 2018–19 | 5 | 1.ª División Autonómica | ?  | Descenso                                  | (4/8)-(2/10)  |            | – | – |  |
| 2019–20 | 5 | 1.ª División Autonómica | ?  |                                           | ?             |            | – | – |  |